# 徳島市立食肉センター
徳島市立食肉センター（とくしましりつしょくにくセンター）は、徳島県徳島市にある屠畜場・卸売市場・食肉加工施設。管理・運営は、指定管理者である徳島食肉有限責任事業組合が行っている。

## 概要
1989年（平成元年）に特例措置として農林水産大臣の認定を受けるが、まともな競り売りができず荷受会社は解散し、1991年（平成3年）に認定取り消しとなった。その後、1993年（平成5年）に再認可され現在に至っている。